# Трубачово (Тюменцевський район)
Трубачо́во (рос. Трубачёво) — селище (колишнє село) у складі Тюменцевського району Алтайського краю, Росія. Входить до складу Шарчинської сільської ради.

## Населення
Населення — 172 особи (2010; 222 у 2002).
Національний склад (станом на 2002 рік):
- росіяни — 96 %